# Hopman Cup 2009
De Hopman Cup 2009 (met de officiële naam Hyundai Hopman Cup) werd gehouden van 3 tot en met 9 januari 2009 op de hardcourtbanen van het Burswood Entertainment Complex in de Australische stad Perth. Het was de eenentwintigste editie van het tennistoernooi tussen landen. Dit toernooi is een zogeheten mixed-toernooi, waaraan mannen en vrouwen meedoen. Slowakije won het toernooi voor de derde keer.

## Deelnemers (plaats op de ranglijst)
| 1. | VS        | Meghann Shaughnessy (837) en James Blake (10) |    | 5.             | Italië                                          | Flavia Pennetta (13) en Simone Bolelli (41) |
| 2. | Rusland   | Dinara Safina(3) en Marat Safin (29)          | 6. | Duitsland      | Sabine Lisicki (58) en Nicolas Kiefer (38)      |                                             |
| 3. | Frankrijk | Alizé Cornet (16) en Gilles Simon (7)         | 7. | Slowakije      | Dominika Cibulková (19) en Dominik Hrbatý (250) |                                             |
| 4. | Australië | Casey Dellacqua (53) en Lleyton Hewitt (67)   | 8. | Chinees Taipei | Hsieh Su-wei (80) en Lu Yen-hsun (64)           |                                             |

## Groepsfase

### Groep A
| Pos. | Land             | W | V | Wedstr. | Sets    |
| ---- | ---------------- | - | - | ------- | ------- |
| 1.   | Slowakije        | 3 | 0 | 8 – 1   | 12 – 3  |
| 2.   | Duitsland        | 2 | 1 | 4 – 5   | 10 – 10 |
| 3.   | Verenigde Staten | 1 | 2 | 3 – 6   | 9 – 14  |
| 4.   | Australië        | 0 | 3 | 3 – 6   | 8 – 12  |

#### Wedstrijden
| Australië                      | - | Duitsland                      | 1 - 2             |
| ------------------------------ | - | ------------------------------ | ----------------- |
| Casey Dellacqua                | - | Sabine Lisicki                 | 6-4, 2-6, 5-7     |
| Lleyton Hewitt                 | - | Nicolas Kiefer                 | 6-76, 6-3, 6-2    |
| Casey Dellacqua/Lleyton Hewitt | - | Sabine Lisicki/ Nicolas Kiefer | 7-62, 3-6, [5-10] |

| Verenigde Staten                | - | Slowakije                          | 0 - 3          |
| ------------------------------- | - | ---------------------------------- | -------------- |
| Meghann Shaughnessy             | - | Dominika Cibulková                 | 2-6, 2-6       |
| James Blake                     | - | Dominik Hrbatý                     | 3-6, 6-4, 6-71 |
| Meghann Shaughnessy/James Blake | - | Dominika Cibulková/ Dominik Hrbatý | 4-6, 6-75      |

| Australië                      | - | Slowakije                          | 1 - 2             |
| ------------------------------ | - | ---------------------------------- | ----------------- |
| Casey Dellacqua                | - | Dominika Cibulková                 | 5-7, 2-6          |
| Lleyton Hewitt                 | - | Dominik Hrbatý                     | 7-62, 6-71, 6-4   |
| Casey Dellacqua/Lleyton Hewitt | - | Dominika Cibulková/ Dominik Hrbatý | 7-65, 3-6, [4-10] |

| Verenigde Staten                | - | Duitsland                      | 1 - 2            |
| ------------------------------- | - | ------------------------------ | ---------------- |
| Meghann Shaughnessy             | - | Sabine Lisicki                 | 6-4, 0-6, 4-6    |
| James Blake                     | - | Nicolas Kiefer                 | 7-64, 6-78, 6-4  |
| Meghann Shaughnessy/James Blake | - | Sabine Lisicki/ Nicolas Kiefer | 3-6, 6-3, [4-10] |

| Verenigde Staten                | - | Australië                      | 2 - 1            |
| ------------------------------- | - | ------------------------------ | ---------------- |
| Jelena Janković                 | - | Casey Dellacqua                | 3-6, 4-6         |
| James Blake                     | - | Lleyton Hewitt                 | 6-2, 6-2         |
| Meghann Shaughnessy/James Blake | - | Casey Dellacqua/Lleyton Hewitt | 6-3, 5-7, [10-6] |

| Duitsland                      | - | Slowakije                          | 0 - 3              |
| ------------------------------ | - | ---------------------------------- | ------------------ |
| Sabine Lisicki                 | - | Dominika Cibulková                 | 6-74, 4-6          |
| Nicolas Kiefer                 | - | Dominik Hrbatý                     | 3-1, opgave Kiefer |
| Sabine Lisicki/ Nicolas Kiefer | - | Dominika Cibulková/ Dominik Hrbatý | walk-over          |

### Groep B
| Pos. | Land           | W | V | Wedstr. | Sets   |
| ---- | -------------- | - | - | ------- | ------ |
| 1.   | Rusland        | 3 | 0 | 6 – 3   | 14 – 7 |
| 2.   | Italië         | 2 | 1 | 6 – 3   | 12 – 7 |
| 3.   | Frankrijk      | 1 | 2 | 5 – 4   | 10 – 8 |
| 4.   | Chinees Taipei | 0 | 3 | 1 – 8   | 3 – 7  |

#### Wedstrijden
| Frankrijk                 | - | Chinees Taipei           | 3 - 0     |
| ------------------------- | - | ------------------------ | --------- |
| Alizé Cornet              | - | Hsieh Su-wei             | 6-4, 6-4  |
| Gilles Simon              | - | Lu Yen-hsun              | 6-3, 7-66 |
| Alizé Cornet/Gilles Simon | - | Hsieh Su-wei/Lu Yen-hsun | 6-4, 7-69 |

| Rusland                   | - | Italië                         | 2 - 1            |
| ------------------------- | - | ------------------------------ | ---------------- |
| Dinara Safina             | - | Flavia Pennetta                | 7-5, 6-3         |
| Marat Safin               | - | Simone Bolelli                 | 7-65, 6-4        |
| Dinara Safina/Marat Safin | - | Flavia Pennetta/Simone Bolelli | 7-5, 4-6, [2-10] |

| Frankrijk                 | - | Italië                         | 1 - 2     |
| ------------------------- | - | ------------------------------ | --------- |
| Alizé Cornet              | - | Flavia Pennetta                | 7-5, 6-2  |
| Gilles Simon              | - | Simone Bolelli                 | 3-6, 3-6  |
| Alizé Cornet/Gilles Simon | - | Flavia Pennetta/Simone Bolelli | 4-6, 6-72 |

| Rusland                   | - | Chinees Taipei           | 2 - 1           |
| ------------------------- | - | ------------------------ | --------------- |
| Dinara Safina             | - | Hsieh Su-wei             | 4-6, 6-2, 7-5   |
| Marat Safin               | - | Lu Yen-hsun              | 7-66, 7-5       |
| Dinara Safina/Marat Safin | - | Hsieh Su-wei/Lu Yen-hsun | 6-4, 3-6 [8-10] |

| Rusland                   | - | Frankrijk                 | 2 - 1     |
| ------------------------- | - | ------------------------- | --------- |
| Dinara Safina             | - | Alizé Cornet              | 6-3, 6-2  |
| Marat Safin               | - | Gilles Simon              | 6-75, 3-6 |
| Dinara Safina/Marat Safin | - | Alizé Cornet/Gilles Simon | 6-4, 6-3  |

| Italië                         | - | Chinees Taipei           | 3 - 0     |
| ------------------------------ | - | ------------------------ | --------- |
| Flavia Pennetta                | - | Hsieh Su-wei             | 7-5, 6-3  |
| Simone Bolelli                 | - | Lu Yen-hsun              | walk-over |
| Flavia Pennetta/Simone Bolelli | - | Hsieh Su-wei/Lu Yen-hsun | walk-over |

## Finale
| Slowakije                          | - | Rusland                   | 2 - 0           |
| ---------------------------------- | - | ------------------------- | --------------- |
| Dominika Cibulková                 | - | Dinara Safina             | 6-74, 6-1, 6-4  |
| Dominik Hrbatý                     | - | Marat Safin               | 6-75, 7-5, 7-64 |
| Dominika Cibulková/ Dominik Hrbatý | - | Dinara Safina/Marat Safin | niet gespeeld   |